# 소말리아의 국기

소말리아의 국기 비율 2:3

소말리아의 국기는 1954년 10월 12일에 제정되었으며, 2012년에 수정되었다. 하늘색 바탕 가운데에 하얀색 오각별이 그려져 있다.
소말리아의 독립에 유엔의 공헌이 크기 때문에 유엔기와 비슷한 색상을 가진 디자인을 띠고 있다. 하얀색 오각별은 소말리아인이 거주하는 5개 지역의 단결을 의미한다.

## 색상
| 색상 | 하늘                 | 하양                  |
| ---- | -------------------- | --------------------- |
| RGB  | 65–137–221 (#4189DD) | 255–255–255 (#FFFFFF) |

## 과거의 기

영국령 소말릴란드의 기 (1903~1950)
영국령 소말릴란드의 기 (1950~1952)
영국령 소말릴란드의 기 (1952~1960)
소말리아의 국기 (1954~2004)
소말리아의 국기 (2004~2012)

## 같이 보기
- 지부티의 국기
- 소말릴란드의 국기
- 이스라엘의 국기
- 코소보의 국기
- 일어나라, 소말리아여
- 소말리아의 국가
- 소말리아의 역사
- 모로코의 국기
- 베트남의 국기
- 서플로리다